# Hôtel de ville de Raon-l'Étape
L'hôtel de ville de Raon-l'Étape est un hôtel de ville situé à Raon-l'Étape, dans le département des Vosges en région Grand Est.

## Historique
L'hôtel de ville est construit en grès rose en 1733, il comporte des arcades. Son horloge, datée de 1843, est inscrite au titre objet depuis 1991.
L'hôtel de Ville est inscrit au titre des monuments historiques par arrêté du 19 décembre 1986.

## Description
Le maître de l’œuvre est Anselme Pigage.
Sur les onze tableaux qui ornent la salle d'honneur de l'hôtel de ville, six représentent un aspect particulier du flottage par trains de bois, de planches ou à bûches perdues. Cela illustre bien la place qu'a occupé cette activité artisanale dans la vie locale.

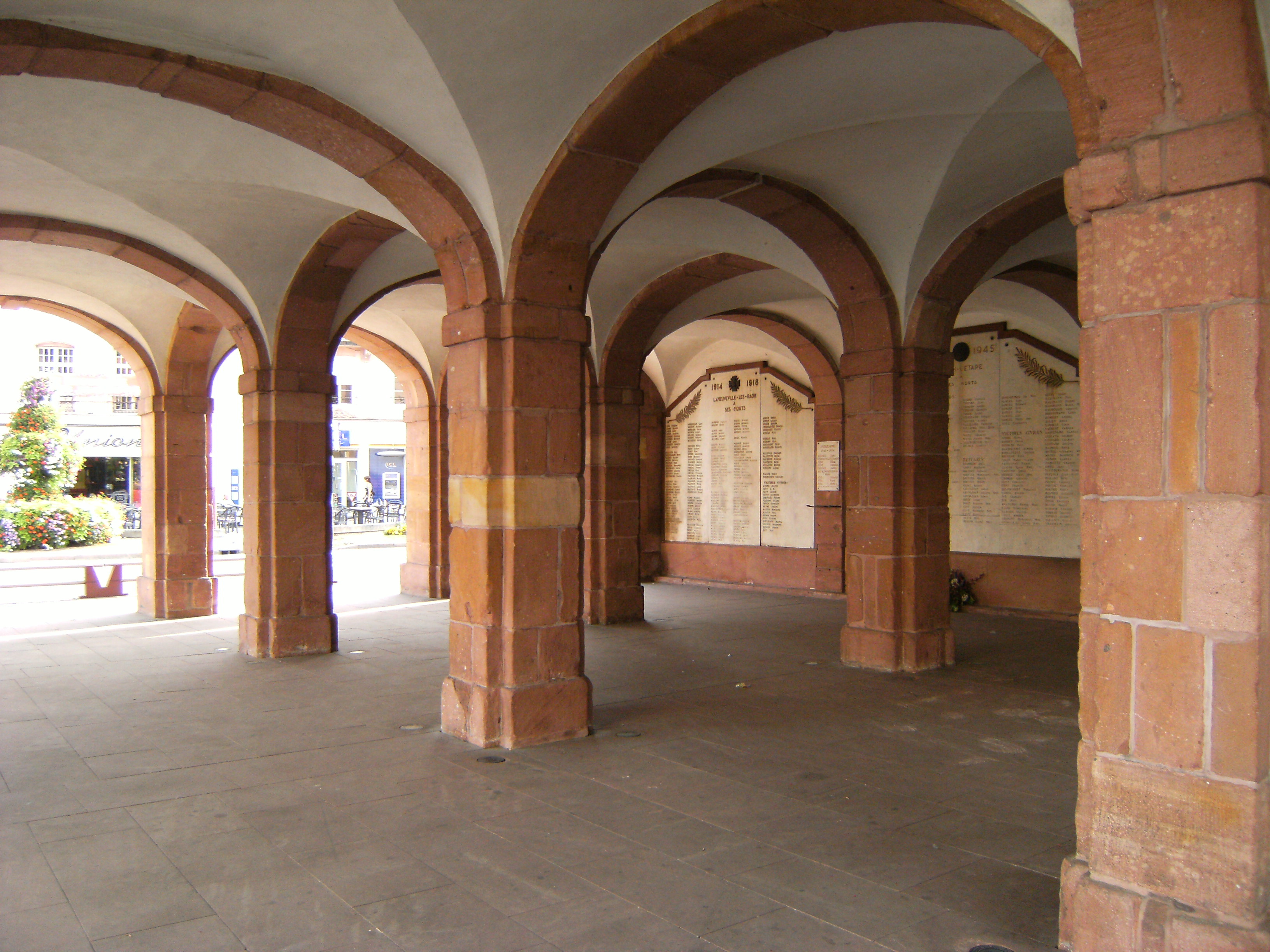
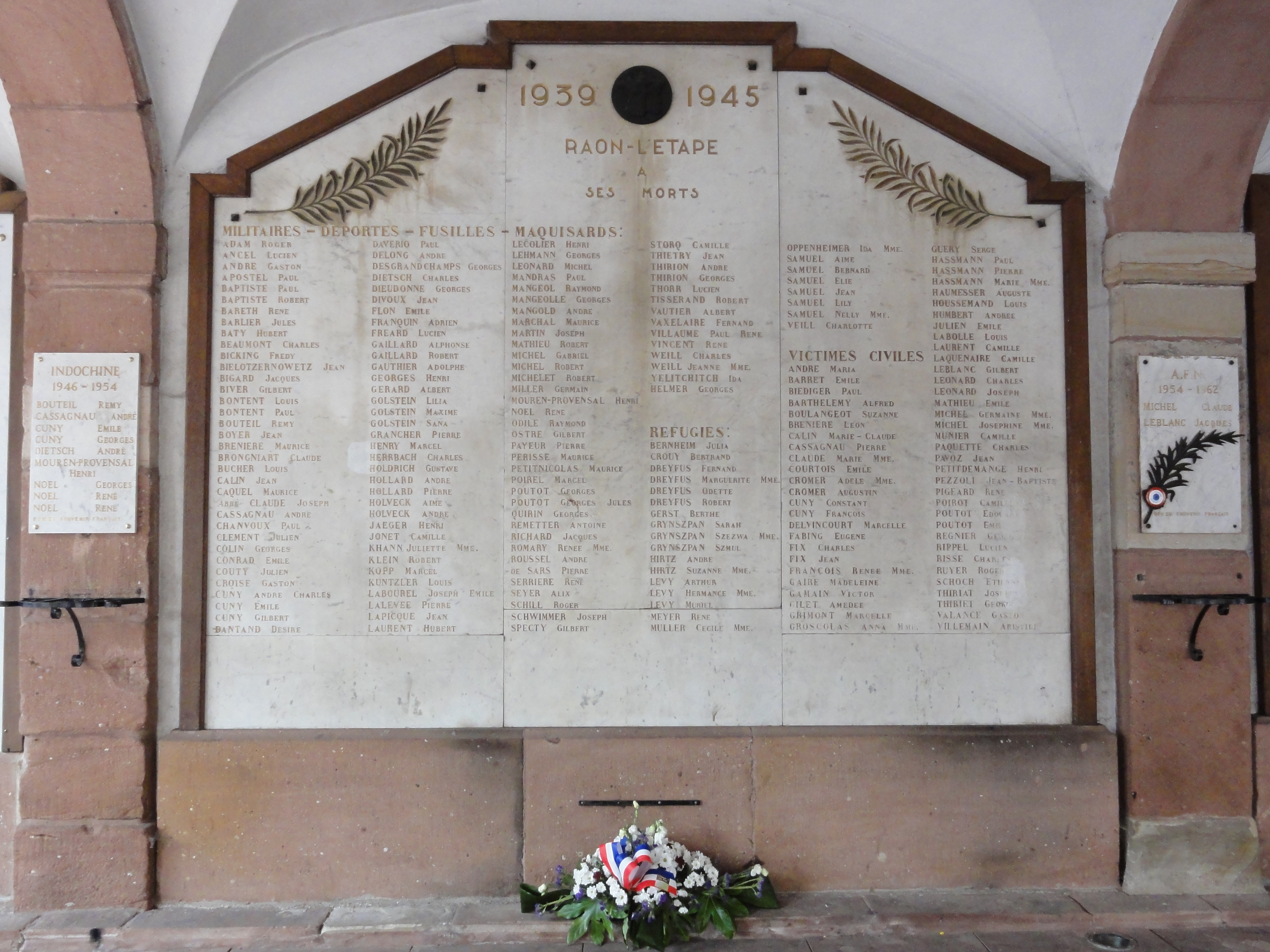
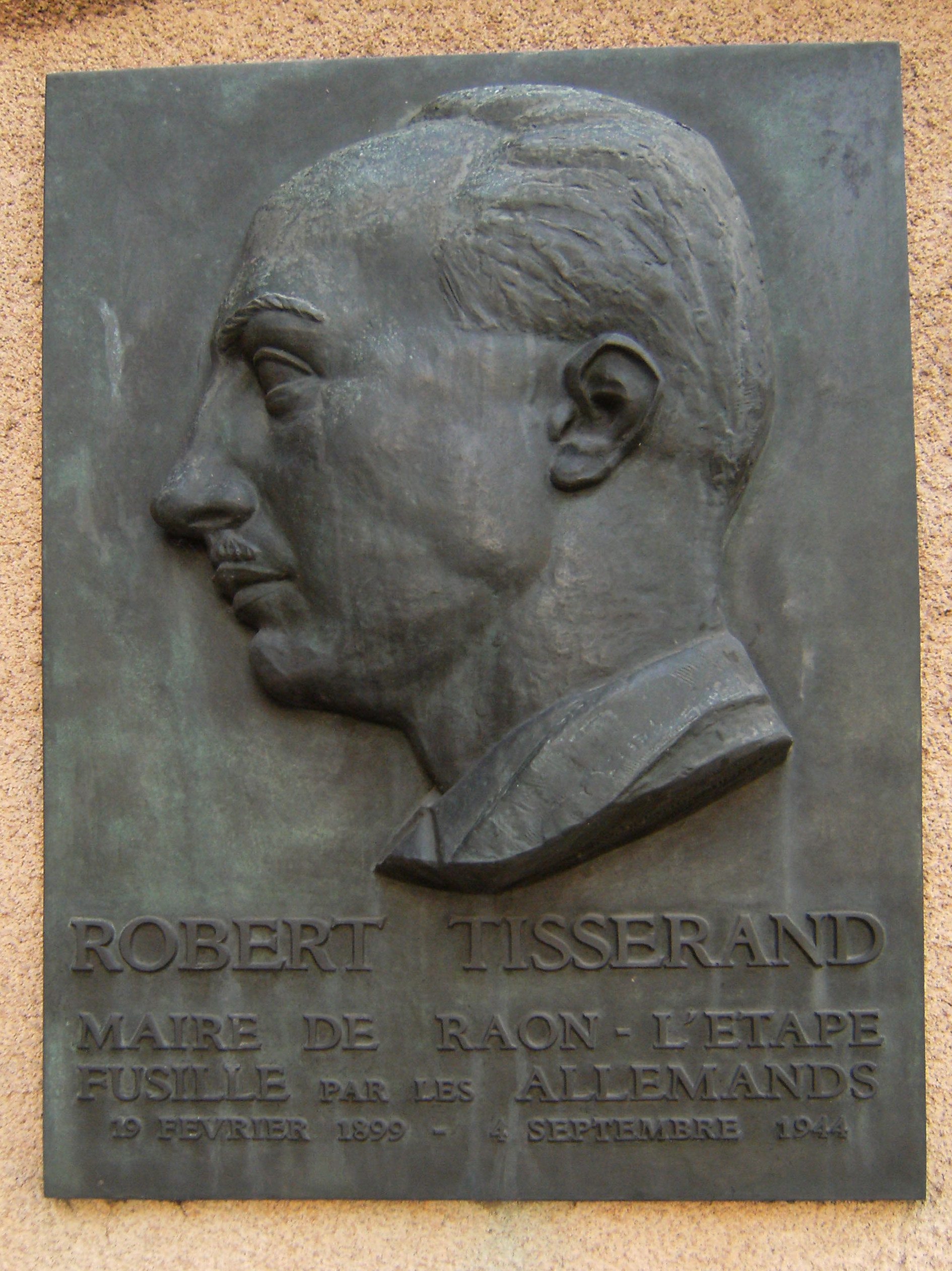
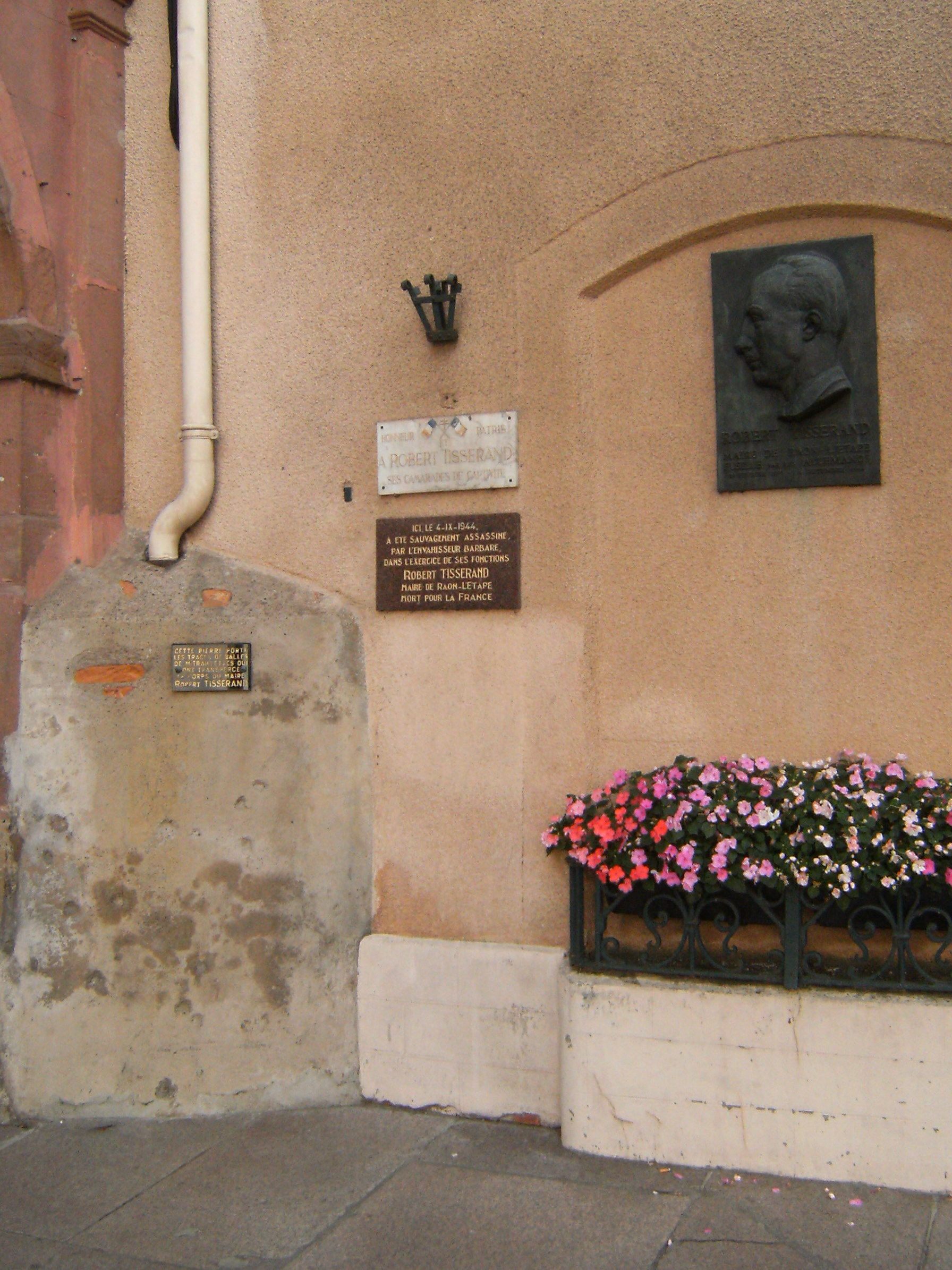